# 俄羅斯的亞歷山大·亞歷山德羅維奇大公
亚历山大·亚历山德罗维奇大公，全名亚历山大·亚历山德罗维奇·罗曼诺夫（俄语: Великий Князь Александр Александрович Романов，1869年6月7日—1870年5月2日），是俄国沙皇亚历山大三世与玛丽亚·费奥多萝芙娜皇后所生的次子，也是第二个孩子。他的哥哥为俄国最后一任沙皇尼古拉二世。1870年患脑膜炎夭折，他只活了10个月26天。

## 拓展链接
- 亚历山大大公遗照（页面存档备份，存于）